# Delfinado de Auvernia
El Delfinado de Auvernia es una región de Francia que se encuentra entre los macizos de los montes Dore, de Cézallier y el valle del río Allier, que abarca una serie de mesetas volcánicas contorneadas por dos ríos caudalosos que se unen en el Allier. Aprovechando los escarpamientos rocosos, castillos, iglesias y aldeas se acurrucaron en ellos y, por medio del aterrazamiento, se consiguieron huertos y viñas.

## Historia
Estas tierras eran conocidas en la Edad Media con el nombre de Delfinado de Auvernia, que se creó en el siglo XII tras la división del Condado de Auvernia del cual Guillermo VII el Joven, heredero legítimo del condado, sólo obtuvo este pequeño territorio.
Su hijo Robert I, ostentaba, como segundo nombre, el de Delfín, título perteneciente a la familia de los condes de Albon y de Viennois que pasó a los condes de Auvernia a través de los diferentes matrimonios llevados a cabo entre las dos familias. Robert I y sus descendientes transformaron ese segundo nombre en título de dignidad feudal. Los Delfines se instalaron a finales del siglo XII, y por más de doscientos años, en el centro de sus tierras, en el castillo de Vodable.
- Datos: Q3017070
- Multimedia: Dauphiné d'Auvergne / Q3017070